# Saint-Pierre-Bénouville
Saint-Pierre-Bénouville är en kommun i departementet Seine-Maritime i regionen Normandie i norra Frankrike. Kommunen ligger i kantonen Tôtes som tillhör arrondissementet Dieppe. År 2022 hade Saint-Pierre-Bénouville 354 invånare.

## Befolkningsutveckling
Antalet invånare i kommunen Saint-Pierre-Bénouville
| Referens: INSEE |